# لگسی رکوردینگز
لگسی ریکوردینز (انگلیسی: Legacy Recordings) بخشی از شرکت سونی میوزیک است. این شرکت در سال ۱۹۹۰ پس از خریداری سونی از سی‌بی‌اس رکوردز شکل گرفت. این شرکت در ابتدا بایگانی ناشرهای متعلق به سونی مانند کلمبیا رکوردز و اپیک رکوردز را اداره می‌کرد. درسال ۲۰۰۴ تحت همکاری مشترک سونی بی‌ام‌جی، این ناشر شروع به مدیریت بایگانی‌های ناشرانی مانند آرسی‌ای، اریستا و جایو رکوردز می‌کرد.

## هنرمندان برجسته
- آلیا
- آرون کارتر
- ای‌سی/دی‌سی
- آدام لمبرت
- ادل
- اروسمیث
- الن جکسون
- آلیس کوپر
- آلیشا کیز
- آوریل لوین
- اندی ویلیامز
- آرتا فرانکلین
- ایتیز
- بیبی‌فیس
- بکستریت بویز
- باربارا استرایسند
- بسی اسمیت
- بیانسه
- بیلی هالیدی
- بیلی جول
- بینگ کرازبی
- بلو اویستر کالت
- باب دیلن
- باب مارلی
- بانی تایلر
- بریتنی اسپیرز
- بروس اسپرینگستین
- کالوین هریس
- کارلی سایمون
- کت استیونز
- سلین دیون
- چارلز مینگس
- چارلی دنیلز
- چت اتکینز
- کریس براون
- کریستینا آگیلرا
- سی‌یرا
- کلاناد
- کانی فرانسیس
- سیندی لاپر
- دفت پانک
- دیو بروبک
- دیوید بویی
- دیوید کسیدی
- دیوید گیلمور
- دبورا کوکس
- دلتا گودرم
- دپش مد
- دستینیز چایلد
- دایانا راس
- دیان وارویک
- دالی پارتن
- دانا سامر
- دانوان
- دوک الینگتون
- دورن دورن
- ارت، ویند اند فایر
- ادی مانی
- الکتریک لایت ارکسترا
- الیزابت گیلیس
- الویس پرسلی
- اتا جیمز
- یوریتمیکس
- فیفت هارمونی
- فو فایترز
- فرانک سیناترا
- فرد آستر
- جرج کلینتون/پارلمنت-فانکدلیک
- جرج گرشوین
- جرج مایکل
- گلن میلر
- گلوریا استفان
- هری نیلسون
- ایگی پاپ
- آیرن میدن
- جیمز براون
- جنیس جاپلین
- جف بک
- جف باکلی
- جفرسن ایرپلین
- جفرسون استارشیپ
- جنیفر هادسن
- جنیفر لوپز
- جسیکا سیمپسون
- جیمی هندریکس[۱]
- جون جت
- جو ستریانی
- جان دنور
- جان میر
- جانی کش
- جاستین تیمبرلیک
- کنزس
- کیت بوش
- کلیس
- کلی کلارکسون
- کنی جی
- کشا
- کریس کریستوفرسون
- لارین هیل
- لیونا لوئیس
- لئونارد کوهن
- لورتا لین
- لویی آرمسترانگ
- لو راولز
- لوتر وندرس
- ماهالیا جکسون
- ماریا کری
- ماروین گی
- مرل هگرد
- مایکل جکسون
- مایلز دیویس
- موتورهد
- نیو کیدز آن د بلاک
- نینا سیمون
- انسینک
- وان دایرکشن
- آزی آزبورن
- پتی اسمیت
- پل سایمون
- پرل جم
- پرس پرادو
- پیتر تاش
- پیت سیگر
- پینک (خواننده)
- پینک فلوید
- پرینس[۲]
- آر. کلی
- ریج اگنست د ماشین
- آرای‌او اسپیدواگن
- ریکی مارتین
- رابرت جانسون
- راد استوارت
- روی اوربیسن
- شادی
- سانتانا
- سارا مک‌لاکلن
- اسکورپیونز
- شکیرا
- سیا (موسیقیدان)
- سایمون و گارفانکل
- اسلیر
- اسلای اند د فمیلی استون
- استیوی ری وان
- سوزان بویل
- سوئیچ فوت
- اس‌اف۹
- سیستم آو ا داون
- تاج محل
- تیلور دین
- تدی پندرگرس
- تینا ماری
- آلمن برادرز بند
- بنگلز
- بردز
- کلش
- جکسون فایو
- تلانیوس مانک
- استوجز
- تی‌ال‌سی
- تونی برکستون
- تونی بنت
- توری اموس
- توتو
- آشر
- وان موریسون
- ونسا ال. ویلیامز
- وایلون جنینگز
- ودر ریپورت
- ویرد ال یانکوویچ
- وام!
- ویتنی هیوستون
- ویل اسمیت
- ویلی نلسون
- یو-یو ما